# Nulvi
Nulvi ist eine Gemeinde in der Metropolitanstadt Sassari auf der italienischen Insel Sardinien mit 2588 Einwohnern (Stand 31. Dezember 2023).
Die Nachbargemeinden sind Chiaramonti, Laerru, Martis, Osilo, Ploaghe, Sedini und Tergu.

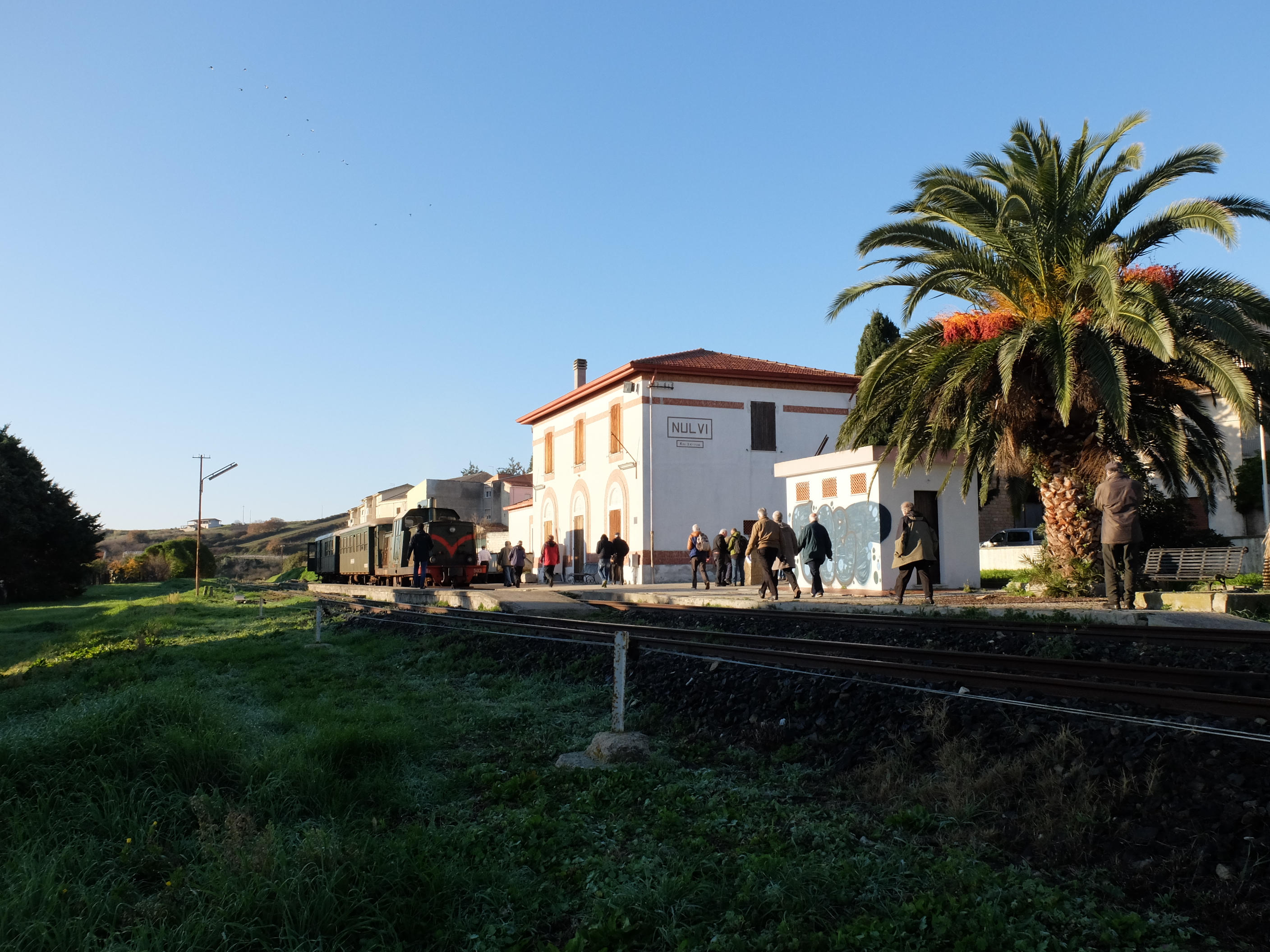
Der Bahnhof
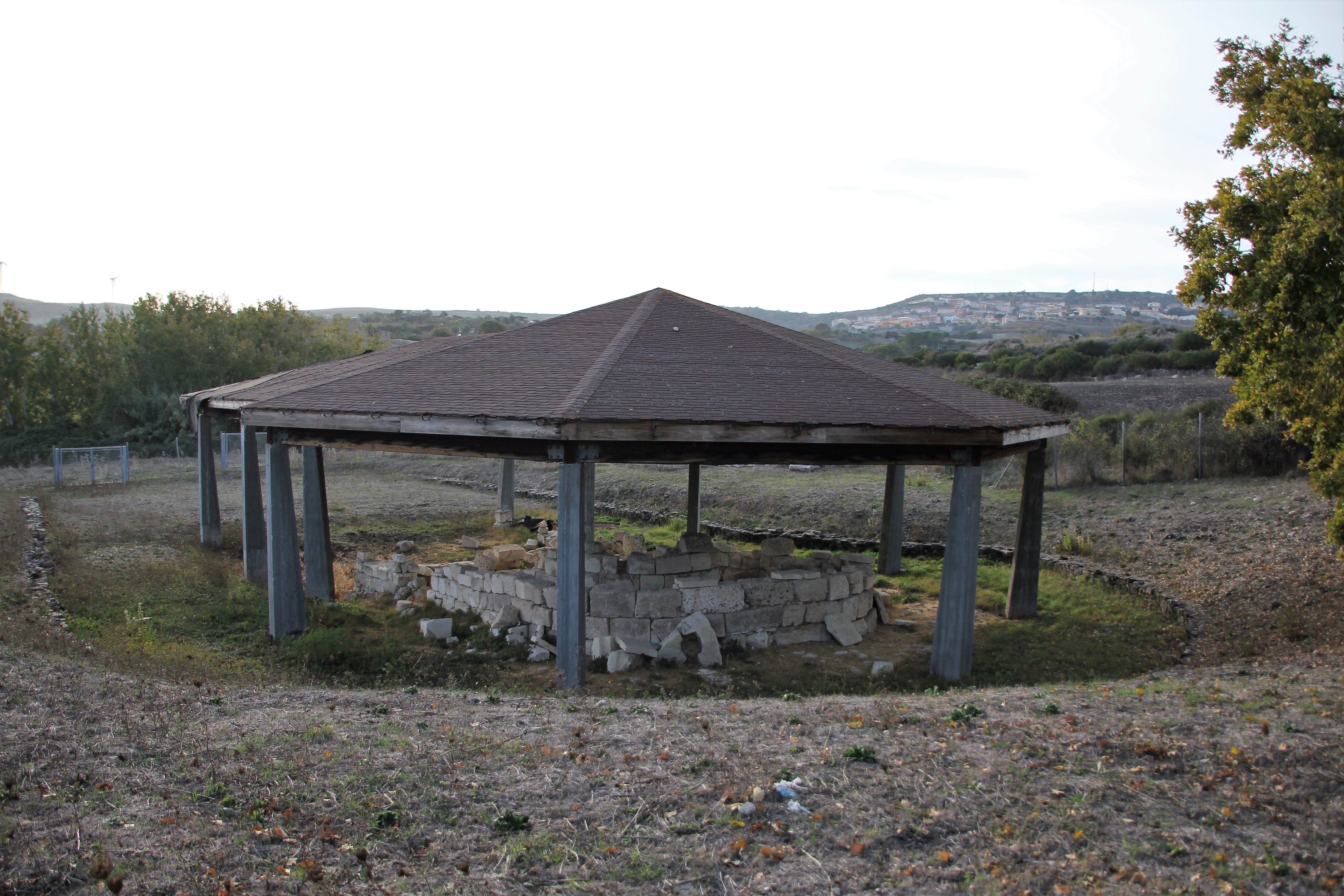
Der heilige Brunnen der (abgetragenen) Nuraghe Irrù
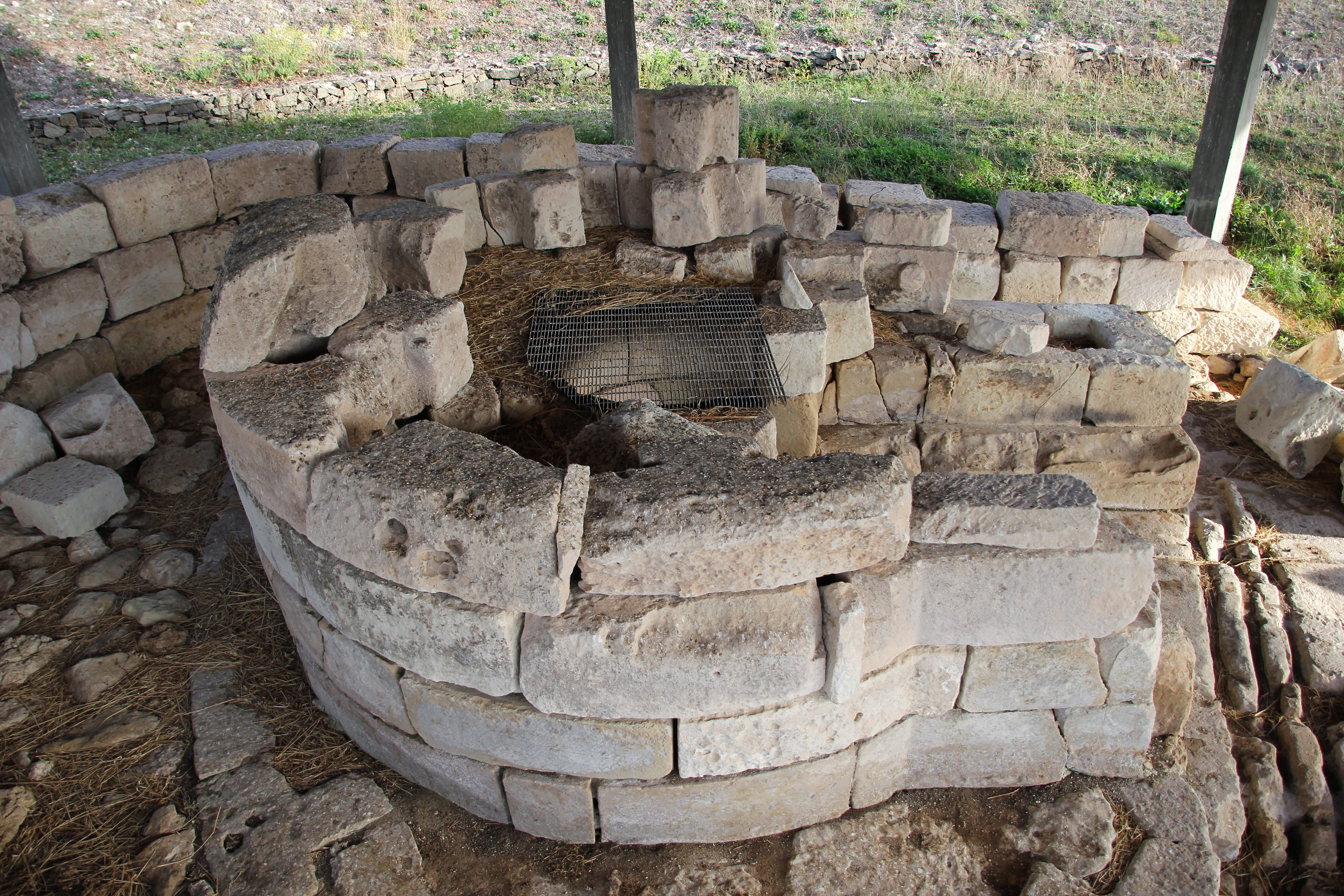
Der heilige Brunnen

## Verkehr
Nulvi besitzt einen Bahnhof an der schmalspurigen Bahnstrecke Sassari–Palau. Der Bahnhof wird im Sommer regelmäßig mit Zügen des Trenino Verde auf der Strecke von Sassari nach Tempio Pausania bedient. Dort hat man Anschluss an Züge weiter nach Palau.